# Swantevit (Schiff, 1982)
Die Swantevit ist ein Passagierschiff der Reederei Oswald aus Zingst.

## Geschichte
Das 1982 gebaute Schiff mit der Seriennummer 34 gehört zur Baureihe Binnenfahrgastschiff (BiFa) Typ III, des Projektes 1111 des „VEB Yachtwerft Berlin“ in Köpenick. Ab Dezember 1982 verkehrte es bei der „Weißen Flotte“ in Stralsund und hatte seinen Liegeplatz in Warnemünde. Es wurde für Hafenrundfahrten und Abendfahrten genutzt. Bevor das Fahrzeug 2003 von der Reederei Oswald erworben wurde, nutzte es ab 1991 der Rostocker Dieter Schütt. Das Schiff wird für den Linienbetrieb mit Fahrradtransport eingesetzt und verkehrt auf der Strecke Zingst-Bodstedt-Born-Althagen-Ribnitz.
Rumpf, Decks und Aufbauten des Fahrzeuges sind aus Stahl gefertigt. Der Raumgehalt beträgt 108,90 BRT. Das Motorschiff ist für Binnengewässer konzipiert und erreicht mit seiner 110 PS leistenden Maschine eine Maximalgeschwindigkeit von 9 kn. Das Fahrzeug ist für bis zu 124 Passagiere zugelassen.